# Teddy Lučić
Teddy Mark Šime Lučić (Göteborg, 15. travnja 1973.) je umirovljeni švedski nogometaš. Danas nastupa kao trener-igrač u amaterskom klubu KF Velebit kojeg je osnovala hrvatska zajednica u Švedskoj.

## Počeci
Teddy Lučić rođen je u Biskopsgårdenu, predgrađu Göteborga, od oca Hrvata (Krešo) i majke Finkinje (Annis).
Njegov otac Krešo također je bio nogometaš koji se 1966. preselio u Švedsku gdje je igrao nogomet. 1971. ponuđeno mu je da igra za tamošnji klub Halmstads BK, ali je on to odbio jer je smatrao da je u dobi od 27 godina prestar za profesionalno igranje nogometa. Sama obitelj Lučić odlučila je da će živjeti u Švedskoj, ali uz česte posjete Hrvatskoj i Finskoj.
Kao dječak, Teddy Lučić pohađao je školu Bjurslätt u Hisingenu koja je bila svega 500 metara od terena na kojem je nogometna momčad kluba BK Häcken imala svoje treninge. To je bio početak jedne uspješne karijere.
Zbog "baštine" svojih roditelja, Teddy Lučić nije imao švedsku, nego jugoslavensku putovnicu, što je bio razlog zašto nije igrao za švedsku nacionalnu juniorsku reprezentaciju.

## Klupska karijera

### Švedska
Svoju profesionalnu karijeru, Lučić je započeo kao 18-togodišnjak u Lundby IF. U jednoj sezoni koliko je proveo u klubu, odigrao je 63 utakmice te postigao preko 10 golova kao vođa napada.
Sljedeće godine odlazi u momčad Västra Frölunda gdje provodi sljedeće dvije sezone. 1996. odlazi u IFK Göteborg i u debitantskoj sezoni u tom klubu, osvaja naslov švedskog prvaka.

### Bologna
1998. Lučić napušta domovinu i odlazi u Serie A u momčad Bologne. Međutim, u klubu nije dobio pravu priliku te je tokom dvije godine ostvario svega 9 nastupa za klub.

### AIK Stockholm
Nakon razočaranja u Italiji, Teddy Lučić vraća se u Švedsku gdje 2000. potpisuje za AIK Stockholm. Nakon dvije sezone provedene u klubu, Lučić odlazi na posudbu, u momčad tadašnjeg premijerligaša Leeds Uniteda.

### Leeds United
2002. Teddy Lučić odlazi na jednogodišnju posudbu u momčad Leeds United. Tokom igranja u Engleskoj, Lučić je skupio 17 nastupa za klub te postigao jedan pogodak (3:2 poraz od Chelseaja u siječnju 2003.)
Nakon isteka ugovora o posudbi, Leeds je odlučio da neće zadržati igrača, te je vraćen u AIK Stockholm. Nakon toga, njegov matični klub AIK ponudio ga je brojnim klubovima.

### Bayer Leverkusen
Lučić potpisuje za Bayer Leverkusen izravno nakon isteka posudbe u Leeds Unitedu, u svibnju 2003. U dvije sezone provedene u Bundesligi, Lučić je skupio 11 nastupa za klub.

### Povratak u Švedsku
Nakon karijere u Premiershipu i Bundesligi, Lučić se po drugi puta vraća u Švedsku, te 2005. potpisuje za Häcken. U klubu je ostvario 70 nastupa i postigao 8 golova.
2008. Lučić potpisuje za Elfsborg, svoj deveti i posljednji klub u karijeri. U tom klubu Lučić redovito nastupa kao standardni igrač u početnih 11.
Danas vodi seniore švedskog niželigaša, kluba hrvatskih iseljenika Velebita iz Göteborga.

## Reprezentacija
Za Švedsku reprezentaciju Lučić je odigrao 86 utakmica, uglavnom kao bek, no znao je igrati i kao zadnji vezni.
Za reprezentaciju je nastupio na tri Svjetska prvenstva u nogometu (SAD 94', J. Koreja / Japan 02' i Njemačka 06') te dva Eura (Belgija / Nizozemska 00' i  Porugal 04').
Osvajač je brončane medalje na Svjetskom prvenstvu u SAD-u 1994.)
Na Svjetskom prvenstvu 2006. u ključnoj švedskoj utakmici protiv domaćina, Lučić je isključen u 35. minuti nakon drugog žutog kartona koji mu je dodijelio brazilski sudac Carlos Eugenio Simon.

## Osobni život
Zbog višenacionalne obiteljske pozadine, Lučić je imao i mogućnosti da igra za Hrvatsku i Finsku nogometnu reprezentaciju.
Sam Lučić tečno govori hrvatski te malo finski jezik. Ljeto provodi u finskom gradu Lappeenranta te je fan tamošnjeg nogometnog kluba Rakuunat i hokejaškog kluba SaiPa.

## Vanjske poveznice
- Leverkusen.com - Teddy Lučić
- National-football-teams.com